# 緑十字飛行

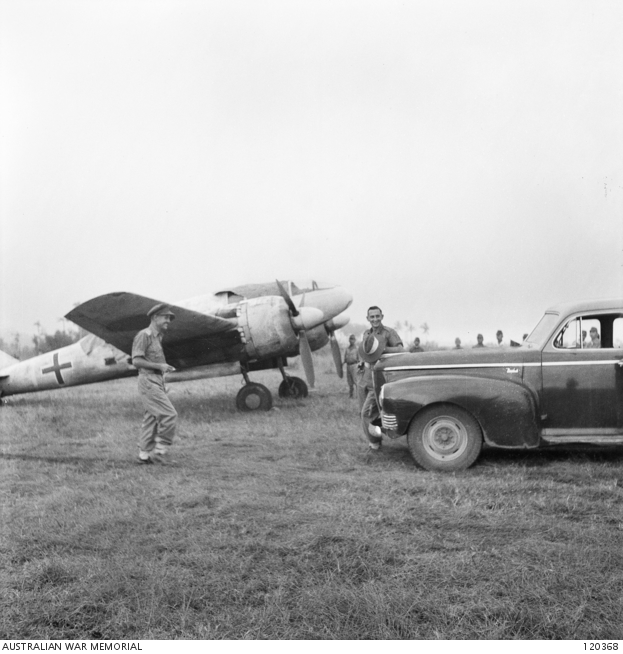
セレベス島メナドにて撮影された一〇〇式司令部偵察機の緑十字機（1945年10月3日）

緑十字飛行（みどりじゅうじひこう）とは、太平洋戦争（大東亜戦争）の終戦連絡事務処理のため、1945年（昭和20年）8月19日から同年10月10日まで日本機でもって行われていた行為の呼称。また、本航空運行に使用された機体は緑十字機と称される。

## 概要

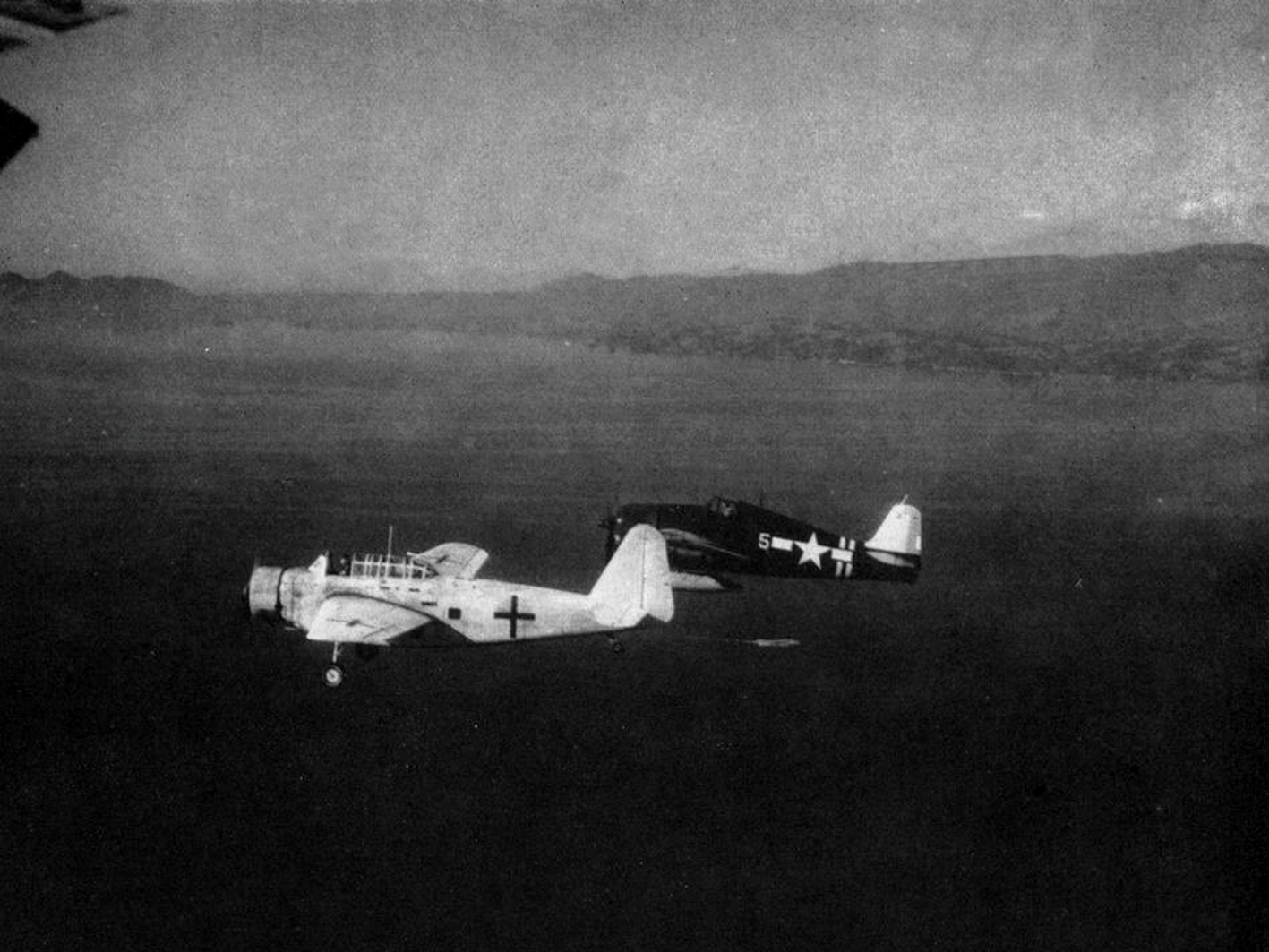
F6Fに護衛される機上作業練習機「白菊」の緑十字機（1945年8月）

### 由来
1945年8月15日のポツダム宣言受諾により、後の連合国軍最高司令官総司令部（GHQ）最高司令官となるダグラス・マッカーサーは、8月16日に日本の大本営に対し、日本政府、大本営の代表使節団のアメリカ領マニラへの派遣を要請した。混乱を避けるため、マッカーサーは、代表使節団の使用機材、外装、通信波長に至るまで細かく指定し、機体の塗装に関しては「全面を白色に塗り、胴体の中央部に大きな緑十字を描け」とした。「緑十字飛行」「緑十字機」という名称はこれに由来する。
この飛行は8月19日に本土と伊江島の伊江島飛行場間であり、伊江島からマニラまではアメリカ軍機で移動した。当時は厚木航空隊事件が発生し抗戦派からの妨害が予想されたため、緑十字機にはアメリカ軍機が護衛として随伴したが、最後まで緑十字機への攻撃は無かった。この輸送指揮官として佐藤守の義理の父である寺井義守海軍中佐が任命されている（後述）。

### 機材・路線

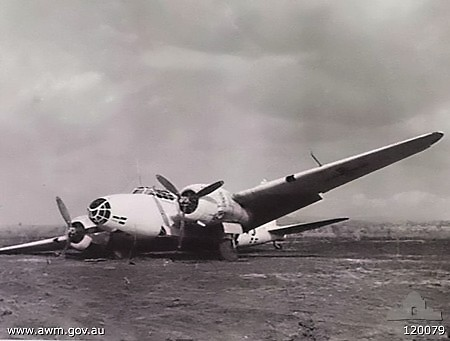
ティモール島の飛行場に着陸する際、主脚が破損した九七式重爆撃機の緑十字機（1945年10月2日）

連合軍の日本上陸後、日本による飛行は禁止されていたが、日本政府の要請により、終戦処理連絡飛行がGHQの許可（SCAPIN23号）により実施されることになった。許可されたのは次の機材・路線である。
- 機材：MC-20・ダグラス DC-3・九七式飛行艇（大日本航空）、九七式重爆撃機・一〇〇式輸送機・一〇〇式司令部偵察機（陸軍）、一式陸上攻撃機・機上作業練習機「白菊」（海軍）など計27機
- 航空路：東京－大阪－福岡（第一航空路）、東京－名古屋－大和－大阪－高松－岩国－大分－福岡（第二航空路）、東京－仙台－青森－札幌（第三航空路）、東京－新潟－富山－福知山－大阪（第四航空路）
- 組織要員：海軍250名、大日本航空50名、陸軍50名で構成された混成組織
- 輸送対象者および物件：終戦連絡事務処理のため緊急を要する人員および郵便物と貨物
- 搭乗・搭載申込所掌担当：旧航空局臨時定期航空管理部
- 座席予約・航空券の発売等一般営業業務担当：大日本航空株式会社

この緑十字飛行は、1945年10月10日のGHQによる航空機の全面飛行禁止の指令が出されて運行を終了し、1951年（昭和26年）に日本航空による民間飛行が開始されるまで日本の航空機関は皆無となった。
多くの緑十字機は役目を終えると飛行場に放置され、後に解体された。

## 事故
敗戦直後の1945年8月19日、参謀次長河辺虎四郎中将を筆頭とする降伏全権団は、アメリカ軍の指示で千葉県の木更津海軍飛行場から沖縄県の伊江島まで2機の飛行機で向かい、さらに伊江島からアメリカ軍機に乗り換えてフィリピンに向かった。
全権団はフィリピンのマニラで連合軍と会談して最高指揮官マッカーサーによる降伏要求文書を受領、連合軍の進駐詳細や全軍武装解除を中央に伝達するため、伊江島から専用の緑十字機にて帰路についた（当初、木更津海軍飛行場を出発した1番機一式大型陸上輸送機と2番機一式陸上攻撃機の緑十字機は、伊江島で2番機が故障したため1番機のみで帰還）。しかし、8月20日深夜、木更津に向かう途中の遠州灘沖で遭難し、鮫島海岸（現静岡県磐田市）に不時着した。全権団に怪我人はなく降伏要求文書も近隣の住民の助けを得て全て回収。一行は手配された明野陸軍飛行学校天竜分教所のトラックで浜松陸軍飛行場へ移動した。そして代替機として同地にあった四式重爆撃機「飛龍」を急遽使用し、翌21日朝に出発したのち調布陸軍飛行場に無事到着した。この一行には寺井も随行していた。
事故機は放置されていたが、部品は持ち去られたうえ、台風の影響で流されて水没し行方不明となっていた。その後、2006年（平成18年）6月に昇降舵が鮫島海岸で見つかり、2011年（平成23年）7月に増設燃料タンクが遠州灘沖で発見された。残骸は磐田市が保管している。
後に「緑十字機の記録」の作者である岡部英一の調査により、1番機の搭乗者の中に氏名が不明な整備兵が1人居る事が分かったが、岡部が1番機副機長の駒井林平に直接質問したところ「それは言えません。墓まで持っていく約束です」との回答があり依然として不明なままとなっている。従って、この事故については単なる整備ミスではなく意図的に行われた可能性も生じている。